# セクシー女塾
『セクシー女塾』（セクシーおんなじゅく）は、2003年3月31日から9月26日までテレビ東京系で放送されていたミニ番組である。

## 番組概要
ハロプロメンバーの中で我こそは最強のセクシークイーンであると名乗り出た4人に、セクシーさを更に磨くように毎回色々なテーマがセクシーマチコ先生から与えられていく。
後にROMANSというユニット名でデビューも果たす。

## 出演者
レギュラー
- セクシー女塾
  - 石川梨華
  - 藤本美貴（ - 5月3日）
  - 矢口真里（5月5日 - ）
  - 斉藤瞳
  - 里田まい
  - アヤカ（5月12日 - ）
- セクシーマチコ先生：友近
- 天使のMAKI☆悪魔のGOTO（ - 6月20日）、なぞなぞMAKI先輩（6月30日 - ）：後藤真希

ゲスト
- 清純乙女塾
  - 柴田あゆみ
  - あさみ
- IQガールズスクール
  - 生徒会会長 村田めぐみ
  - 生徒会副会長 紺野あさ美
- 聖ナチュラル学園
  - 大谷雅恵
  - 小川麻琴
- 私立セレブカレッジ
  - 保田圭
  - 飯田圭織
- 松浦学園
  - 生徒会長 松浦亜弥

## 主題歌
エンディングテーマ
- スクランブル/後藤真希 など。

※ほぼ毎週月曜日にハロプロメンバーの新曲に入れ替え。

## スタッフ
- 企画：山﨑直樹
- プロデューサー：両角誠（エス・エス・エム）、井関勇人（テレビ東京）、北島英光（テレビ東京ミュージック）
- AP：長谷川理江（エス・エス・エム）、荘保陽子（テレビ東京ミュージック）
- スタイリスト：樋口栄子
- ヘアメイク：竹邑事務所、太田年哉（maroon brand）
- 企画協力：hachama、PICCOLO TOWN
- 制作協力：エス・エス・エム、アップフロントエージェンシー（現：アップフロントプロモーション）
- 演出：笹部香
- 構成：松本真一、渡辺鐘、野々村友紀子
- 撮影：西村幸時（光学堂）
- 照明：森浦良太（童夢）
- 美術：木村文洋（フジアール）
- 編集：土田しげお（東通AVセンター）
- 音効：久坂恵紹（戯音工房）
- 演出補：佐々木誠（エス・エス・エム）
- CG：鬼軍曹
- 制作：テレビ東京、テレビ東京ミュージック

## DVD
- セクシー女塾〜怒濤のセクシー試練・その歴史〜上巻（2004年8月4日）
- セクシー女塾〜怒濤のセクシー試練・その歴史〜下巻（2004年8月4日）
- セクシー女塾〜怒濤のセクシー試練・その歴史〜 EXTRA（2004年12月8日）

| テレビ東京 ハロー!プロジェクト ミニ番組         | テレビ東京 ハロー!プロジェクト ミニ番組  | テレビ東京 ハロー!プロジェクト ミニ番組            |
| 前番組                                          | 番組名                                   | 次番組                                             |
| ----------------------------------------------- | ---------------------------------------- | -------------------------------------------------- |
| 美少女日記III （2002年9月30日 - 2003年3月28日） | セクシー女塾 （2003年3月31日 - 9月26日） | それゆけ!ゴロッキーズ （2003年9月29日 - 12月26日） |